# Ivan Savnik
Ivan Savnik, slovenski industrialec in trgovec, * 1879, † 1950.

## Življenje in delo
Ivan Savnik je bil slovenski trgovec in lastnik največje trgovske hiše na Gorenjskem, čigar Prva Gorenjska Razpošiljalnica je razpošiljala blago širom Avstro-Ogrske ter kasneje Jugoslavije. Leta 1931 v Kranju ustanovil podjetje Trikotaža, tovarna za izdelavo in predelavo pletenega, vezenega in tkanega blaga.
Za časa kranjskega župana Cirila Pirca je bil dolgo vrsto let občinski odbornik, blagajnik in svetovalec. Aktivno je sodeloval tudi pri gradnji Narodnega Doma. 